# Bette Midler

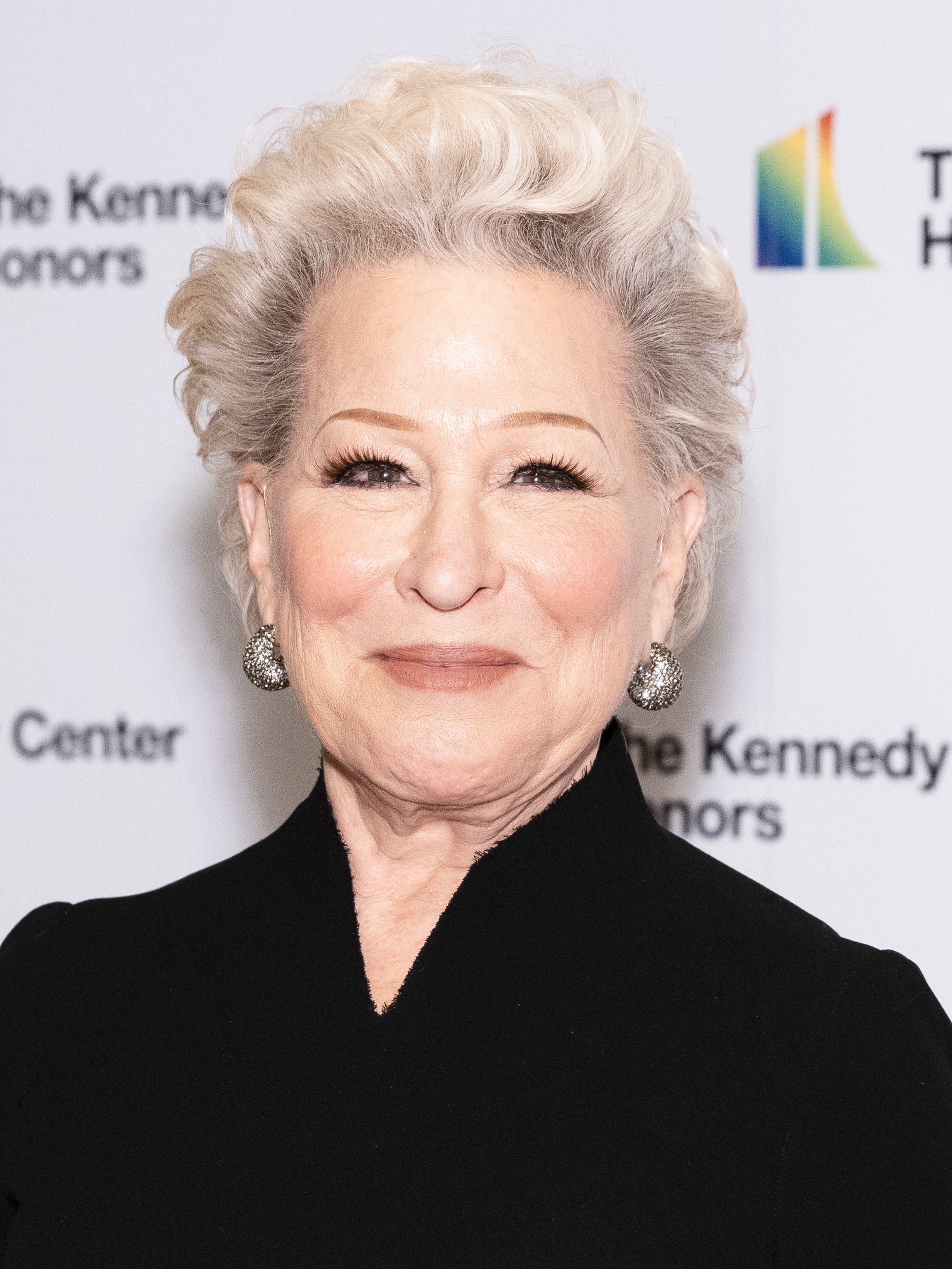
Bette Midler (2021)

Bette Midler (* 1. Dezember 1945 in Honolulu, Hawaii) ist eine US-amerikanische Sängerin, Schauspielerin, Komikerin und Autorin, die seit Anfang der 1970er Jahre zu den erfolgreichsten Entertainern der USA zählt. Sie verkaufte weltweit über 35 Millionen Platten und wurde mit fast allen wichtigen Preisen des amerikanischen Showgeschäfts ausgezeichnet. Dazu zählen drei Grammy Awards, vier Golden Globes, drei Emmy Awards und zwei Tony Awards. Zu ihren erfolgreichsten Liedern gehören The Rose (1980), From a Distance (1990) und ihr einziger Nummer-eins-Hit in den USA, The Wind Beneath My Wings.

## Leben und Karriere
Die bereits als Jugendliche an Gesang interessierte Midler wuchs auf Hawaii in einer jüdischen Familie auf. Ihre Eltern, Fred und Ruth Midler, wurden für den Namen ihrer Tochter von Bette Davis inspiriert. In den 1960er Jahren ging Bette Midler nach New York. 1966 spielte sie eine seekranke Passagierin in dem Kinofilm Hawaii mit Julie Andrews und bekam die Rolle der „Tseitel“ in dem Broadway-Musical Anatevka. In den Folgejahren trat sie als Sängerin in Schwulensaunas und Nachtklubs auf. Zu ihrem Begleiter wurde Barry Manilow, mit dem sie musikalisch untermalte Comedy-Programme zum Besten gab, die schnell zu Geheimtipps in der New Yorker Szene wurden. Midler etablierte sich als Interpretin vorwiegend von Liedern der 1940er Jahre. 1972 konnte sie dann ihr erstes Album The Divine Miss M veröffentlichen, das auf einer gleichnamigen Bühnenshow basierte und für das sie ihre erste Goldene Schallplatte erhielt. 1974 wurde sie dafür mit dem Grammy als Beste Neue Künstlerin ausgezeichnet.
Die 1970er Jahre waren geprägt von erfolgreichen Alben und ausgefallenen Bühnenprogrammen, die sie zu einem Enfant terrible des amerikanischen Showbusiness machten. 1979 erhielt Midler nach kleineren Filmarbeiten ihre erste Hauptrolle in The Rose, der die skrupellose Vermarktung und den frühen Drogentod der Rock- und Bluessängerin Janis Joplin fiktiv nachzeichnet. Für ihre einfühlsame Interpretation erhielt sie zwei Golden Globes sowie eine Oscar-Nominierung und der von ihr gesungene Titelsong des Films wurde zu einem Top-Ten-Hit in den Vereinigten Staaten.
1980 erschien der Konzertfilm Divine Madness. Im gleichen Jahr veröffentlichte Midler erfolgreich das Buch A View from a Broad. Der Einblick hinter die Kulissen wurde ein Bestseller.

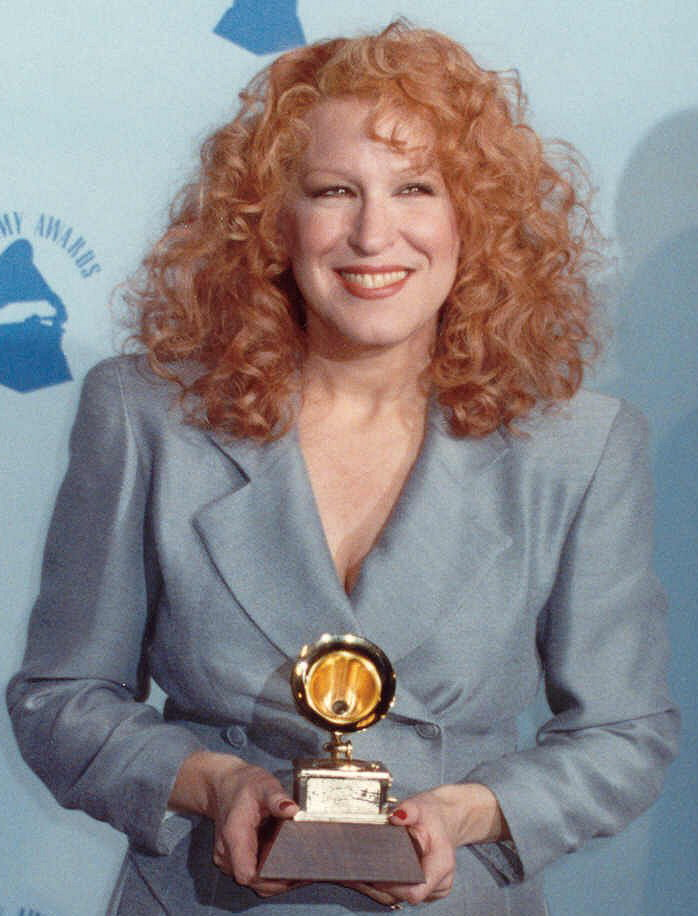
Bette Midler (1990)

Nach dem Flop Verhext (1982) und einer Kinopause von mehreren Jahren gelang Midler ab Mitte der 1980er Jahre eine Reihe von großen Kinoerfolgen, die ihr großes komödiantisches Talent bewiesen: Zoff in Beverly Hills, Die unglaubliche Entführung der verrückten Mrs. Stone (1986), Nichts als Ärger mit dem Typ (1987), Zwei mal Zwei und Freundinnen (1988) spielten zwischen 40 und 70 Millionen US-Dollar alleine in den Vereinigten Staaten ein. Ihr größter Erfolg folgte 1996 mit Der Club der Teufelinnen, der über 100 Millionen US-Dollar an den Kinokassen einspielte.

Außerdem nahm sie weiterhin Alben auf und erweiterte ihr Repertoire in Richtung Pop, Rock, Musical, Jazz, Chanson und Disco. 1989 erreichte die Single Wind Beneath My Wings aus dem Soundtrack zum Film Freundinnen (mit Barbara Hershey) den ersten Platz der US-Charts und wurde zur Single des Jahres bei den Grammy Awards 1990 gekürt. Im Folgejahr erhielt Midler einen weiteren Grammy für ihre Version von From a Distance. In diesem Lied engagiert sie sich für Frieden: 
"Aus der Entfernung sieht das alles sehr harmonisch aus.
Nach Frieden und Hoffnung. Nach allem, was man sich so wünscht.
Aus der Entfernung betrachtet ist genug für alle da, und keiner muß Not leiden.
Aus der Entfernung sieht man keine Gewehre und keine Bomben und keine Seuchen und keinen Hunger.

Aus der Entfernung sehen wir aus wie kleine Zinnsoldaten, die rummarschieren und Lieder singen von Hoffnung und Frieden und eben von all diesen Sachen." 
Am 20. Februar 2008 startete ihre Show The Showgirl Must Go On im Colosseum des Caesars Palace Hotels in Las Vegas.
Von März 2017 bis Januar 2018 war Midler in einer Wiederaufführung des Musicals Hello, Dolly! erstmals in einer Hauptrolle am Broadway zu sehen. Für ihre Darstellung erhielt sie mehrere Preise, darunter im Juni 2017 den Tony Award. Ihre Nachfolgerin in der Inszenierung war Bernadette Peters. Ungefähr zeitgleich erschien die Tragikomödie Freak Show, mit Midler in einer Nebenrolle, in den US-amerikanischen Kinos.

## Privates
Bette Midler ist seit dem 16. Dezember 1984 mit dem Schauspieler Martin von Haselberg verheiratet, mit dem sie eine gemeinsame Tochter, Sophie von Haselberg (* 1986), hat. Sophie ist ebenfalls Schauspielerin. Martin von Haselberg trat u. a. in Midlers Fernsehsendung The Mondo Beyondo Show (die zwar 1982 gedreht, aber erst 1988 ausgestrahlt wurde) auf.
Midler engagiert sich sehr für ein „grünes“ New York und gründete 1995 das „New York Restoration Project“.
Sie gehört mit ihrem Grundbesitz von 566 Hektar (1400 Acres) auf Kauai zu den größten privaten Landbesitzern der Hawaii-Insel.

## Filmografie
Spielfilme
- 1966: Hawaii

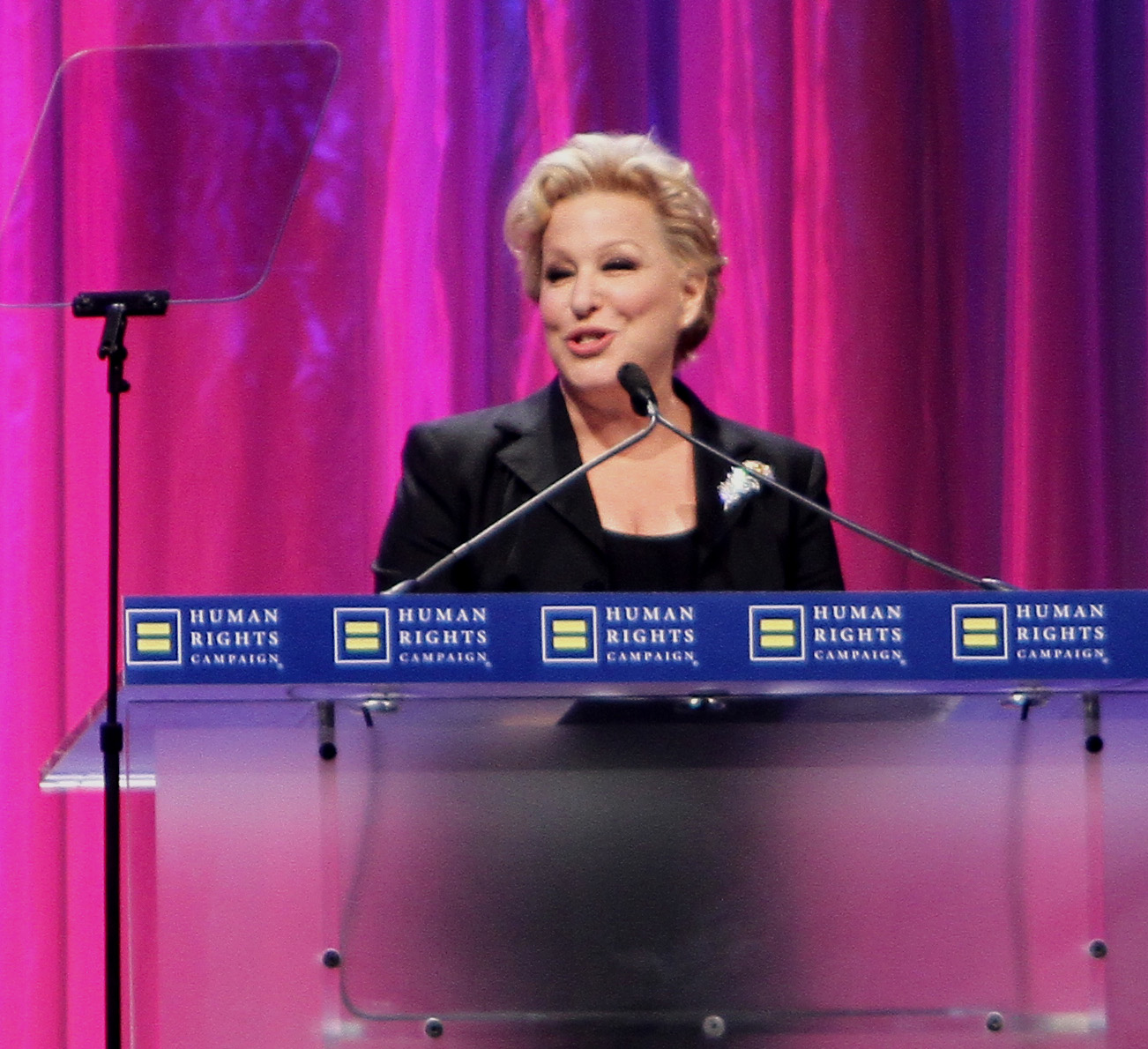
Bette Midler (2010)

- 1969: Zum Teufel mit der Unschuld (Goodbye, Columbus)
- 1972: Scarecrow in a Garden of Cucumbers (Stimme)
- 1974: The Thorn
- 1979: The Rose
- 1980: Divine Madness (Konzertfilm)
- 1982: Verhext (Jinxed!)
- 1986: Zoff in Beverly Hills (Down and Out in Beverly Hills)
- 1986: Die unglaubliche Entführung der verrückten Mrs. Stone (Ruthless People)
- 1987: Nichts als Ärger mit dem Typ (Outrageous Fortune)
- 1988: Zwei mal Zwei (Big Business)
- 1988: Oliver & Co. (Oliver and Company, Stimme)
- 1988: Freundinnen (Beaches)
- 1989: The Lottery (Kurzfilm)
- 1990: Stella
- 1991: Ein ganz normaler Hochzeitstag (Scenes from a Mall)
- 1991: For the Boys – Tage des Ruhms, Tage der Liebe (For the Boys)
- 1993: Hocus Pocus – Drei zauberhafte Hexen (Hocus Pocus)
- 1993: Gypsy (Fernsehfilm)
- 1995: Schnappt Shorty (Get Shorty)
- 1996: Der Club der Teufelinnen (The First Wives Club)
- 1997: Noch einmal mit Gefühl (That Old Feeling)
- 1999: Get Bruce
- 1999: Fantasia 2000 (Stimme)
- 2000: Der Fall Mona (Drowning Mona)
- 2000: Was Frauen wollen (What Women Want)
- 2000: Ist sie nicht großartig? (Isn’t She Great)
- 2004: Die Frauen von Stepford (The Stepford Wives)
- 2007: Then She Found Me
- 2008: The Women – Von großen und kleinen Affären (The Women)
- 2010: Cats & Dogs: Die Rache der Kitty Kahlohr (Cats & Dogs: The Revenge of Kitty Galore, Stimme)
- 2012: Die Bestimmer – Kinder haften für ihre Eltern (Parental Guidance)
- 2019: Die Addams Family (The Addams Family, Stimme)
- 2021: Die Addams Family 2 (The Addams Family 2, Stimme)
- 2022: Hocus Pocus 2
- 2023: Rendezvous mit Torten (Sitting in Bars with Cake)
- 2024: The Fabulous Four

Fernsehspecials
- 1976: The Bette Midler Show
- 1977: Ol’ Red Hair Is Back
- 1984: Art or Bust
- 1988: The Mondo Beyondo Show
- 1997: Diva Las Vegas
- 2010: The Showgirl Must Go On

Fernsehserien
- 1995: Seinfeld (Episode 6x24)
- 1997: Die Nanny (The Nanny, Episode 4x23)
- 2000–2001: Bette (18 Episoden)
- 2019–2020: The Politician (8 Episoden)

## Diskografie
Studioalben

| Jahr | Titel                                            | Höchstplatzierung, Gesamtwochen, AuszeichnungChartplatzierungen (Jahr, Titel, Platzierungen, Wochen, Auszeichnungen, Anmerkungen) | Höchstplatzierung, Gesamtwochen, AuszeichnungChartplatzierungen (Jahr, Titel, Platzierungen, Wochen, Auszeichnungen, Anmerkungen) | Höchstplatzierung, Gesamtwochen, AuszeichnungChartplatzierungen (Jahr, Titel, Platzierungen, Wochen, Auszeichnungen, Anmerkungen) | Höchstplatzierung, Gesamtwochen, AuszeichnungChartplatzierungen (Jahr, Titel, Platzierungen, Wochen, Auszeichnungen, Anmerkungen) | Höchstplatzierung, Gesamtwochen, AuszeichnungChartplatzierungen (Jahr, Titel, Platzierungen, Wochen, Auszeichnungen, Anmerkungen) | Anmerkungen                              |
| Jahr | Titel                                            | DE | AT | CH | UK | US | Anmerkungen                              |
| ---- | ------------------------------------------------ | --- | --- | --- | --- | --- | ---------------------------------------- |
| 1972 | The Divine Miss M                                | — | — | — | — | US9 Platin · (76 Wo.)US | Erstveröffentlichung: 7. November 1972   |
| 1973 | Bette Midler                                     | — | — | — | — | US6 Gold · (27 Wo.)US | Erstveröffentlichung: 16. November 1973  |
| 1976 | Songs for the New Depression                     | — | — | — | — | US27 (15 Wo.)US | Erstveröffentlichung: 8. Januar 1976     |
| 1977 | Broken Blossom                                   | — | — | — | — | US51 (14 Wo.)US | Erstveröffentlichung: 17. November 1977  |
| 1979 | Thighs and Whispers                              | — | — | — | — | US65 (17 Wo.)US | Erstveröffentlichung: August 1979        |
| 1983 | No Frills                                        | DE46 (5 Wo.)DE | — | — | — | US60 (13 Wo.)US | Erstveröffentlichung: 1. August 1983     |
| 1990 | Some People’s Lives                              | DE15 (17 Wo.)DE | AT27 (4 Wo.)AT | — | UK5 Gold · (11 Wo.)UK | US6 ×2Doppelplatin · (73 Wo.)US                                                                                                   | Erstveröffentlichung: 4. September 1990  |
| 1995 | Bette of Roses                                   | DE74 (4 Wo.)DE | — | — | UK55 Silber · (8 Wo.)UK | US45 Platin · (35 Wo.)US | Erstveröffentlichung: 18. Juli 1995      |
| 1998 | Bathhouse Betty                                  | DE68 (1 Wo.)DE | — | — | — | US32 Gold · (16 Wo.)US | Erstveröffentlichung: 15. September 1998 |
| 2000 | Bette                                            | — | — | — | — | US69 (11 Wo.)US | Erstveröffentlichung: 17. Oktober 2000   |
| 2003 | Bette Midler Sings the Rosemary Clooney Songbook | — | — | — | — | US14 Gold · (22 Wo.)US | Erstveröffentlichung: 30. September 2003 |
| 2005 | Bette Midler Sings the Peggy Lee Songbook        | — | — | — | UK41 (3 Wo.)UK | US10 (9 Wo.)US | Erstveröffentlichung: 25. Oktober 2005   |
| 2006 | Cool Yule                                        | — | — | — | — | US33 (7 Wo.)US | Erstveröffentlichung: 10. Oktober 2006   |
| 2014 | It’s the Girls!                                  | DE62 (1 Wo.)DE | AT38 (1 Wo.)AT | CH62 (1 Wo.)CH | UK6 Gold · (15 Wo.)UK | US3 (15 Wo.)US | Erstveröffentlichung: 4. November 2014   |

grau schraffiert: keine Chartdaten aus diesem Jahr verfügbar

## Bühnenauftritte
- 1966–1969: Anatevka (Musical, Broadway, Zweitbesetzung)
- 1969–1970: Salvation (Off-Broadway, Zweitbesetzung)
- 1971: Tommy (Rockoper, Seattle)[4]
- 1973: Bette Midler (Konzertreihe, Broadway)
- 1975: Bette Midler’s Clams on the Half Shell Revue (Revue, Broadway)
- 1979–1980: Bette! Divine Madness (Konzertreihe, Broadway)
- 2002: Short Talks on the Universe (Monolog, Broadway)
- 2017: Hello, Dolly (Musical, Broadway)

## Auszeichnungen
Die folgende Liste der Preise und Nominierungen folgt den offiziellen Jahreszählungen und Kategoriebezeichnungen der preisverleihenden Institutionen.
Academy Award
- 1979 nominiert: Beste Hauptdarstellerin (The Rose)
- 1991 nominiert: Beste Hauptdarstellerin (For the Boys – Tage des Ruhms, Tage der Liebe)

American Comedy Award
- 1987 gewonnen: Lustigste Hauptdarstellerin (Die unglaubliche Entführung der verrückten Mrs. Stone)
- 1987 gewonnen: Lustigste Darstellerin des Jahres
- 1987 gewonnen: Lifetime Achievement Award für das komödiantische Lebenswerk
- 1988 gewonnen: Lustigste Hauptdarstellerin (Nichts als Ärger mit dem Typ)
- 1989 gewonnen: Lustigste Hauptdarstellerin (Zwei mal Zwei)
- 1993 gewonnen: Lustigste Darstellerin in einem Fernsehspecial (The Tonight Show Starring Johnny Carson)
- 1996 gewonnen: Lustigste Nebendarstellerin (Schnappt Shorty)
- 1998 gewonnen: Lustigste Darstellerin in einem Fernsehspecial (Diva Las Vegas)

British Academy Film Award
- 1980 nominiert: Beste Hauptdarstellerin (The Rose)

Emmy
- 1978 gewonnen: Herausragendes Special – Comedy-Varieté oder Musik (Ol’ Red Hair Is Back)
- 1978 nominiert: Herausragendes Drehbuch in einem Comedy-Varieté- oder Musikspecial (Ol’ Red Hair Is Back)
- 1992 gewonnen: Herausragende Individuelle Leistung in einer Varieté- oder Musiksendung (The Tonight Show Starring Johnny Carson)
- 1994 nominiert: Herausragende Hauptdarstellerin in einer Miniserie oder einem Special (Gypsy)
- 1997 gewonnen: Herausragende Leistung in einer Varieté- oder Musiksendung (Diva Las Vegas)
- 1997 nominiert: Herausragendes Varieté-, Musik- oder Comedyspecial (Diva Las Vegas)
- 1998 nominiert: Herausragende Gastdarstellerin in einer Comedyserie (Murphy Brown)

Golden Globe Award
- 1980 gewonnen: Beste Hauptdarstellerin – Komödie oder Musical (The Rose)
- 1980 gewonnen: Beste Nachwuchsdarstellerin (The Rose)
- 1981 nominiert: Beste Hauptdarstellerin – Komödie oder Musical (Divine Madness)
- 1987 nominiert: Beste Hauptdarstellerin – Komödie oder Musical (Zoff in Beverly Hills)
- 1988 nominiert: Beste Hauptdarstellerin – Komödie oder Musical (Nichts als Ärger mit dem Typ)
- 1992 gewonnen: Beste Hauptdarstellerin – Komödie oder Musical (For the Boys – Tage des Ruhms, Tage der Liebe)
- 1994 gewonnen: Beste Hauptdarstellerin – Miniserie oder Fernsehfilm (Gypsy)
- 2001 nominiert: Beste Serien-Hauptdarstellerin – Komödie oder Musical (Bette)

Goldene Himbeere
- 1991 nominiert: Schlechteste Hauptdarstellerin (Stella)
- 2001 nominiert: Schlechteste Hauptdarstellerin (Ist sie nicht großartig?)

Grammy Award
- 1974 nominiert: Album des Jahres (The Divine Miss M)
- 1974 gewonnen: Beste Neue Künstlerin
- 1974 nominiert: Beste weibliche Pop-Gesangsdarbietung (Boogie Woogie Bugle Boy)
- 1981 nominiert: Single des Jahres (The Rose)
- 1981 gewonnen: Beste weibliche Pop-Gesangsdarbietung (The Rose)
- 1990 gewonnen: Single des Jahres (Wind Beneath My Wings, zusammen mit Arif Mardin)
- 1990 nominiert: Beste weibliche Pop-Gesangsdarbietung (Wind Beneath My Wings)
- 1991 nominiert: Single des Jahres (From a Distance)
- 1991 nominiert: Beste weibliche Pop-Gesangsdarbietung (From a Distance)
- 2004 nominiert: Bestes Traditionelles Pop-Gesangsalbum (Bette Midler Sings the Rosemary Clooney Songbook)
- 2007 nominiert: Bestes Traditionelles Pop-Gesangsalbum (Bette Midler Sings the Peggy Lee Songbook)
- 2008 nominiert: Bestes Traditionelles Pop-Gesangsalbum (Cool Yule)

Tony Award
- 1974 gewonnen: Special Tony Award
- 2017 gewonnen: Beste Hauptdarstellerin in einem Musical (Hello, Dolly!)

Bette Midler ist außerdem mit einem Stern auf dem Hollywood Walk of Fame verewigt.